# Marató de TV3 contra el càncer de 2018
La Marató de TV3 contra el càncer (2018) va ser un acte de TV3 i Catalunya Ràdio realitzat el 16 de desembre de 2018, juntament amb la Fundació de la Marató de TV3, amb l'objectiu de recaptar fons per la sensibilització i impuls econòmic a la recerca en el càncer. És la 27ena edició de La Marató.
Començà a Catalunya Ràdio, de 08.00 a 13.00, amb Roger Escapa Farrés i a TV3 a partir de les 10.00, amb Gemma Nierga i Ramon Gener Sala.

## Campanya de difusió
Sota el lema "La investigació dona vida" es va fer una campanya de difusió on es mostrava el procés viscut per una persona fins a arribar a la curació, fent èmfasi en la capacitat de la recerca per augmentar la supervivència i la qualitat de vida dels pacients.
També s'han tornat a editar el disc i el llibre. Concretament la 13a edició del disc i l'11a del llibre.

## Acció divulgativa
Al voltant de 225.000 joves s'acostaren a la realitat mèdica i humana del càncer gràcies a una intensa campanya educativa que durà fins a la mateixa setmana del programa. Més de 300 divulgadors de la salut oferiren 5.300 sessions en un miler de centres educatius de Secundària, centres cívics i biblioteques de Catalunya. Durant les xerrades, els joves veuran un vídeo divulgatiu que combina el testimoni de persones que tenen càncer amb l'explicació de l'oncòloga i investigadora Joana Vidal. Hi participen les "influencers" Paula Gonu, Juliana W i Maribel Granados, coneguda a Instagram com a “Mepidolavida” i Blaumut, que ha regalat a La Marató la cançó “Partícules”, inspirada en els testimonis del vídeo. Després de les conferències, les classes podran participar en la 20a edició del concurs “Pinta La Marató”, que convida els joves a reflexionar i expressar de manera artística en un cartell la seva visió sobre la malaltia objecte d'aquesta edició.

## Participació ciutadana
Entorn d'1 milió de persones participaren en les prop de 3.500 activitats populars que, novament, entitats i col·lectius organitzaran per tot Catalunya per sensibilitzar i recaptar fons per a La Marató.

## Seus telefòniques
El dia del programa, quatre grans espais acolliren un total de 1.001 línies d'atenció telefònica per rebre la solidaritat que arriba a través del 905 11 50 50. Són Fira de Barcelona, Palau de Congressos de Girona, Universitat de Lleida i Port de Tarragona. El circuit de recollida dels donatius es posa en marxa amb la col·laboració del Departament de Treball, Afers Socials i Famílies de la Generalitat de Catalunya, el Grup “la Caixa” i Movistar. Tot aquest procés i les donacions rebudes són auditades per PriceWaterHouse Coopers. La Fundació busca el suport logístic d'un centenar d'institucions i d'empreses amb l'objectiu que tot aquest desplegament es pugui fer a cost zero.

## Voluntariat
El 16 de desembre, 3.400 voluntaris respongueren les trucades de donatius des de les quatre seus telefòniques i dugueren a terme altres funcions necessàries per al funcionament d'aquests centres d'operacions i dels programes de TV3 i Catalunya Ràdio. Formen part d'aquest gran col·lectiu membres d'associacions de voluntariat, persones a títol individual, cares conegudes i professionals de les entitats col·laboradores de La Marató i de la Corporació Catalana de Mitjans Audiovisuals

## Recaptació
| Núm | Hora          | Recaptació   | Notes |
| --- | ------------- | ------------ | --- |
| 1   | 10:10         | ? €          | Inici de la Marató |
| 2   | 11:00         | 358.193 €    | Primera actualització |
| 3   | 13:00         | 950.715 €    | |
| 4   | 14:30         | 1.822.064 €  | |
| 5   | 17:30         | 2.714.369 €  | |
| 6   | 19:30         | 4.447.009 €  | |
| 7   | 21:00         | 5.536.811 €  | |
| 8   | 22:40         | 7.012.984 €  | |
| 9   | 00:15         | 9.000.852 €  | |
| 10  | 01:45         | 10.715.430 € | Marcador final del programa. Rècord de recaptació a l'hora de acabar el programa, tot i que encara es poden fer més donacions.                                |
| 11  | 7-8 juny 2019 | 15.068.252 € | Recaptació total (històrica) feta pública al programa de dia 7 de juny de 2019 al programa emès per TV3 "El marcador de La Marató". La més solidària del món. |

## El cicle de La Marató 2018
- 2018
  - Febrer–Desembre
    - Selecció i comunicació del tema de La Marató del 2018: càncer
    - Preparació de les diferents accions de sensibilització i difusió que es posaran en marxa abans del programa
    - Elaboració dels continguts divulgatius, testimonials i d'entreteniment de La Marató. Tot, amb l'assessorament de metges experts en càncer

  - Octubre-Desembre
    - Difusió de la campanya de sensibilització (espot, díptics, cartells i banderoles)
    - Campanya divulgativa amb 5.300 conferències als centres de secundària, cívics i biblioteques
    - Celebració de les prop de 3.500 activitats solidàries de suport a La Marató
    - Inscripció, selecció i formació dels voluntaris

  - Desembre
    - Celebració de La Marató de TV3 i Catalunya Ràdio
- 2019
  - Febrer-Març
    - Concurs d'ajudes a la recerca en càncer

  - Abril–Setembre
    - Avaluació internacional dels projectes i selecció dels que rebran finançament

  - Octubre
    - Lliurament d'ajudes als projectes guanyadors després de la seva aprovació per part del Patronat, a proposta de la Comissió Assessora Científica
- 2020-2023
  -     - Desenvolupament dels projectes seleccionats
- 2024
  -     - Simposi: resultats de la recerca en càncer finançada per La Marató 2018[2]